# Klášter minoritů (Kadaň)
Klášter minoritů v Kadani existoval v letech 1234–1786. Je chráněn jako kulturní památka České republiky.

## Počátky kláštera
Jako druhý klášter vznikl v Kadani roku 1234 minoritský klášter s kostelem sv. Michaela archanděla v severovýchodním rohu městských hradeb. Tento původní klášter zmizel téměř beze stop. I když klášter vznikl již v tak časné době, vyvíjel se jen velmi pozvolna a teprve za krále Jana Lucemburského mohl plně rozvinout svou činnost. Četné požáry sužovaly klášter tak, že o jeho dějinách se zachovalo jen několik skrovných zpráv. Zvlášť zhoubný byl zřejmě požár roku 1362 a pak vypálení a poboření kláštera husity roku 1421. Později se však mniši opět vrátili a klášter obnovili, takže v období let 1495–1543 prožíval poměrně klid. Roku 1546 byl klášter mnichy v souvislosti s proniknutím reformace opuštěn. Na rozkaz císaře Rudolfa II. však byl klášter minoritům vrácen (v roce 1591) a obdržel zpět i svůj klášterní poklad, který mu byl zabaven a uschován v radnici. Vztahy k protestantské radnici se pak na čas zlepšily, ale klášter trpěli stále nouzí. Od roku 1612 však opět byly vztahy ke klášteru napjaté a nabývaly stále více nepřátelský tón. Roku 1619 pak musel minoritský kvardián z Kadaně uprchnout. Do té doby byl kostel sv. Michaela archanděla ve městě jediným katolickým chrámem. Roku 1621 byl klášter minoritům navrácen, ale roku 1631 zcela vyhořel a do roku 1640 následoval ještě další požár, takže se kostel plným právem lidově nazýval „černý kostel“. Dlouhý čas nemohl v postiženém klášteře nikdo bydlet a zdejší kvardián F. Wechhuber byl proto farářem v Přísečnici.

## Situace po třicetileté válce
Teprve od roku 1673 se klášter opět vzpamatoval ze svých četných útrap a nastala pro něj poměrně klidná doba, kdy se bratři mohli věnovat svým povinnostem ve smyslu řádových statut. Tehdy byl přestavěn a obnoven kostel i klášter. Kolem roku 1720 byla vystavěna Loreta. Roku 1741 byl v klášteře dočasně umístěn špitál pro francouzské vojsko. V této době došlo i ke sporu o várečné právo mezi klášterem a městem, protože klášter měl i svůj starobylý pivovar a chtěl opět vařit pivo. Roku 1750 klášter znovu vyhořel a požárem byl poškozen i kostel. V roce 1775 byl opět obnoven konvent a roku 1761 byla dokončena celková úprava kostela. Císař Josef II. však klášter roku 1786 zrušil. Ještě v tomtéž roce však podlehl celý objekt požáru. Tak tento starobylý konvent zanikl a zachovaly se z něj patrně jen zbytky obvodových zdí, ale bez archeologického průzkumu nelze blíže určit jeho vzhled. Spáleniště se ujali později piaristé a vybudovali na tomto místě vlastní klášter, při němž roku 1808 zřídili gymnázium.